# Олех, Чеслав
Чеслав Олех (пол. Czesław Olech; 22 мая 1931 года — 1 июля 2015 года) — польский математик, представитель Краковской школы математики, в частности школы дифференциальных уравнений Тадеуша Важевского.

## Биография
Получил докторскую степень в 1958 году в Польской Академии наук. C 1972 по 1992 годы был директором Международного математического центра имени Стефана Банаха и с 1989 по 2007 годы — президентом Научного совета Института математики Польской академии наук.
Являлся членом Польской академии наук, Папской академии наук, Польского математического общества, Европейского математического общества, Американского математического общества, а также иностранным членом Академии наук СССР (впоследствии Российской академии наук).
Основными направлениями работы Чеслава Олеха были обыкновенные дифференциальные уравнения и оптимальное управление.
С 1989 года — почетный доктор Вильнюсского университета.
В 1992 году награждён медалью Стефана Банаха.